# Mikuláš Klimčák
Mikuláš Klimčák (16. listopadu 1921, Humenné – 2. března 2016, Bratislava) byl slovenský malíř.
Výrazově čerpá zejména z tradiční byzantské ikonografie. Ve své tvorbě akcentuje počátky slovenských národních dějin a období Velké Moravy. Vytvořil ikony několika osobností tohoto období. Jeho inspirací je i slovanský dávnověk, dějiny křesťanství, nesmrtelnost, mateřství, rodina a společnost. Patří mezi nejvýznamnější představitele slovenského výtvarného umění.

## Život
- V letech 1943–1945 studoval na oddělení kreslení a malby na Slovenské vysoké škole technické v Bratislavě u J. Mudrocha. V roce 1948 ukončil Vysokou školu uměleckého průmyslu v Praze u profesorů Františka Tichého a Josefa Nováka. Po dvouletém působení na východním Slovensku žije a tvoří od roku 1950 v Bratislavě.
- Jeho díla vlastnili či vlastní například bývalí českoslovenští prezidenti – Antonín Novotný, Václav Havel, ruský prezident Vladimir Putin a dokonce i Svatý otec Jan Pavel II. – Klimčákovu ikonu i plastiku daroval římskému papeži tehdejší slovenský prezident Michal Kováč během oficiální návštěvy Vatikánu. Získat Klimčákovo dílo – Prodavači koření (1965, olej) – do své soukromé sbírky se neúspěšně pokoušel bývalý slovenský prezident Rudolf Schuster.
- Práce Mikuláše Klimčáka se nacházejí v slovenských muzeích, galeriích, soukromých sbírkách. Gobelíny a obrazy zdobí prostory vrcholných institucí Slovenské republiky. Šest metrů dlouhý a téměř tři roky tkaný gobelín Byzantská mise na Velké Moravě zkrášluje historické zdi Bratislavského hradu. Nesmrtelný bájný pták Fénix zvěčněný mistrem do artprotisu visí v NR SR. Je to jeho dar parlamentu u příležitosti vzniku Slovenské republiky 1. ledna 1993.

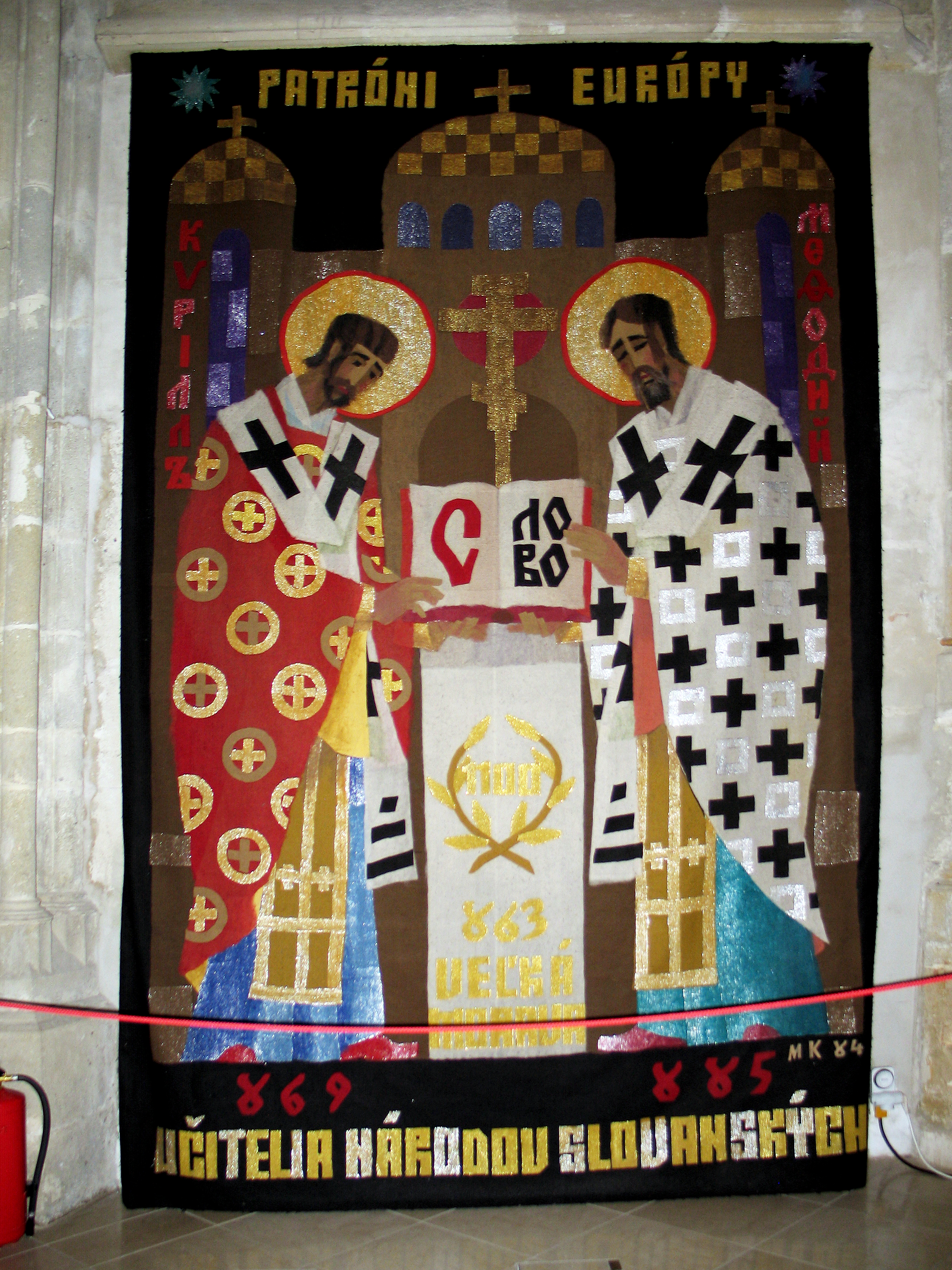
Tapiserie sv. Cyrila a sv. Metoděje

- Podílel se na výzdobě mnoha řeckokatolických chrámů na Slovensku, a to tvorbou ikon, fresek, křížů apod.
- Jako malíř je spíše filozofem, než pozorovatelem. Pracuje a tvoří v široké škále monumentálních technik, od tkané, vázané tapiserie, art-protisu, textilní koláže-aplikace, přes vitráž ke štuku, mozaice, betonovým reliéfům a dřevěným objektům. Je označován za mistra vitráže, sakrální a světské architektury – jako první na Slovensku v asymetrické barevné vitráží využil konstrukci, resp. mříž vitráže jako výtvarný soukomponent s využitím výtvarné hodnoty průsvitných ploch.
- Svým rozsáhlým dílem zasáhl téměř do všech oblastí výtvarné tvorby. Je i autorem několika poštovních známek. Mezi filatelisty jsou vysoce ceněny. Podle on-line filatelistického magazínu Infofila.net patří jím vytvořené "Vánoce" k dosud nejhodnotnějším slovenským známkám s vánočním motivem – nejen zvoleným výtvarným námětem, malířskou dokonalostí, ale i celkovou novou a netradiční ikonografickou kompozicí.
- V posledním roce starého Milénia ve vlastním nákladu vydal reprezentační bohatě ilustrované vydání Konstantina Filozofa Proglas, básnického předzpěvu staroslověnského překladu evangelia (v slovenském překladu básníka Viliama Turčányho), které si ze Slovenska odvezli mnozí zahraniční státníci jako dar prezidenta Slovenské republiky.
- Ve své tvorbě chtěl a chce vyjádřit svědectví o dnešním životě, svědectví o velké historické minulosti národa, svědectví o poezii dnešního žití a nadevše svědectví o dějinné oprávněnosti svého lidu na svébytný národní a sociální život.

## Ocenění
- Během svého života dostal mnoho ocenění. Římský papež mu udělil dokonce nejvyšší církevní vyznamenání určené laikům v katolické církve. Svatý otec Benedikt XVI. ho jmenoval rytířem Řádu svatého Silvestra v roce 2007 u příležitosti umělcových 85. narozenin.

## Nejznámější citáty
- "Byť umelcom znamená lepšie milovať viacej dávať a pravdivo hovoriť."
- "Tvoriť je blaho a blaho je radosť. Šťastným byť je umenie a byť umelcom je veľké šťastie. "